# قلعة دحان (بني العوام)

تعديل مصدري - تعديل

قلعة دحان هي إحدى قرى عزلة بني الذواد بمديرية بني العوام التابعة لمحافظة حجة، بلغ تعداد سكانها 146 نسمة حسب تعداد اليمن لعام 2004.